# 藤原貞敏
藤原贞敏，為日本平安时代初期至前期的贵族。藤原京家、刑部省、藤原繼彦的六子。官职為從五位，掃部頭。曾為遣唐使，至唐朝學習琵琶，並將之傳入日本。

## 經歷
仁明天皇承和2年（835年）藤原貞敏擔任美作國國司兼遣唐準判官，當時的位階為從六位下。經過二次失敗的渡航後，承和5年（838年）抵達唐朝長安。
據說，貞敏為向琵琶名人劉二郎請教，贈之砂金200兩。劉二郎言道：「往来之行即貴礼矣，既請，則傳」，隨即授予3弦琵琶，貞敏於2，3個月之間即習得妙曲。劉二郎贈之數十曲樂譜，並問道：「高手您究竟是誰，你已經在日本學過樂曲了嗎？」，貞敏答道：「音樂為累世家風，並無特別精通」。劉二郎特別感動，將自己的女兒（劉娘）嫁予貞敏，劉娘善彈箏，貞德又從之學了幾首新曲。承和6年（839年）貞敏歸國，劉二郎於送別宴上贈與紫檀與紫藤琵琶各1面。然而，《琵琶譜》（伏見宮本）記載貞敏是在揚州，由州衙派遣廉承武等人在揚州的開元寺教授琵琶。承和年間的遣唐使因唐朝的政局不安僅34名代表者前往長安，其餘大半留於登陸地揚州，因此日本三代實錄的記錄可能有誤，《琵琶譜》傳達的可能才是事實。。
承和6年（839年）8月貞敏將琵琶「玄象」「青山」（後為仁明天皇的御物）以及琵琶曲「賀殿」的樂譜帶回日本。一説貞敏在唐結婚的妻子也一同前往日本，並將箏傳入日本。9月貞敏因渡唐之功位階升為正六位上，10月在仁明天皇臨席的紫宸殿上舉行宴會時進行琵琶演奏。
歸國後，承和7年（840年）擔任三河國國司，承和8年（842年）擔任樂官，承和9年升為從五位下。承和14年（847年）升任雅樂頭，文德天皇齊衡3年（856年）東大寺正倉院進行曝涼(曝曬物品以防止其生蟲)作業，貞敏任曝涼使，藉此調查正倉院的古樂器，並推定真偽。齊衡4年（857年）位階升為從五位上。
天安2年（858年）轉任掃部頭，終至清和天皇貞觀9年（867年）10月4日卒。享壽61歲。

## 家谱
- 父亲：藤原继彦
- 母亲：不详
- 生母不详的孩子
  - 子：藤原良春、藤原晨省